# Сомешул-Маре
47°10′24″ пн. ш. 23°55′39″ сх. д. / 47.17333° пн. ш. 23.92750° сх. д.
Соме́шул-Ма́ре (Надь-Самош, Великий Сомеш; рум. Someşul Mare, угор. Nagy-Szamos) — річка в Трансільванії, (Румунія). Витікає з Родна гори в жудці Бистриця-Несеуд.
Річка протікає зі сходу на захід через Родну, Несеуд, Беклян і в місті Деж, разом з Сомешул-Міком утворює річку Сомеш.
| Річка | Це незавершена стаття про річку. Ви можете допомогти проєкту, виправивши або дописавши її. |

| Румунія | Це незавершена стаття з географії Румунії. Ви можете допомогти проєкту, виправивши або дописавши її. |